# The Heart of a Tramp
The Heart of a Tramp est un film muet américain sorti en 1912.

## Fiche technique
- Producteur : David Horsley
- Date de sortie :  États-Unis : 1er avril 1912

## Distribution
- Harold Lockwood : Dick